# Naidanguiin Tüvshinbayar
Naidanguiin Tüvshinbayar –en mongol, Найдангийн Түвшинбаяр– (1 de junio de 1984) es un deportista mongol que compite en judo.
Participó en tres Juegos Olímpicos de Verano entre los años 2008 y 2016, obteniendo dos medallas: oro en Pekín 2008 y plata en Londres 2012, ambas en la categoría de –100 kg. En los Juegos Asiáticos de 2014 consiguió una medalla de oro.
Ganó una medalla en el Campeonato Mundial de Judo de 2017, y cuatro medallas en el Campeonato Asiático de Judo entre los años 2007 y 2016.

## Palmarés internacional
| Juegos Olímpicos    | Juegos Olímpicos        | Juegos Olímpicos  | Juegos Olímpicos |
| Año                 | Lugar                   | Medalla           | Categoría        |
| ------------------- | ----------------------- | ----------------- | ---------------- |
| 2008                | Pekín (China)           | Medalla de oro    | –100 kg          |
| 2012                | Londres (Reino Unido)   | Medalla de plata  | –100 kg          |
| Campeonato Mundial  |                         |                   |                  |
| Año                 | Lugar                   | Medalla           | Categoría        |
| 2017                | Budapest (Hungría)      | Medalla de bronce | +100 kg          |
| Juegos Asiáticos    |                         |                   |                  |
| Año                 | Lugar                   | Medalla           | Categoría        |
| 2014                | Incheon (Corea del Sur) | Medalla de oro    | –100 kg          |
| Campeonato Asiático |                         |                   |                  |
| Año                 | Lugar                   | Medalla           | Categoría        |
| 2007                | Kuwait (Kuwait)         | Medalla de plata  | –100 kg          |
| 2008                | Jeju (Corea del Sur)    | Medalla de bronce | –100 kg          |
| 2011                | Abu Dabi (EAU)          | Medalla de bronce | –100 kg          |
| 2016                | Taskent (Uzbekistán)    | Medalla de oro    | –100 kg          |